# Треш, Кристиан

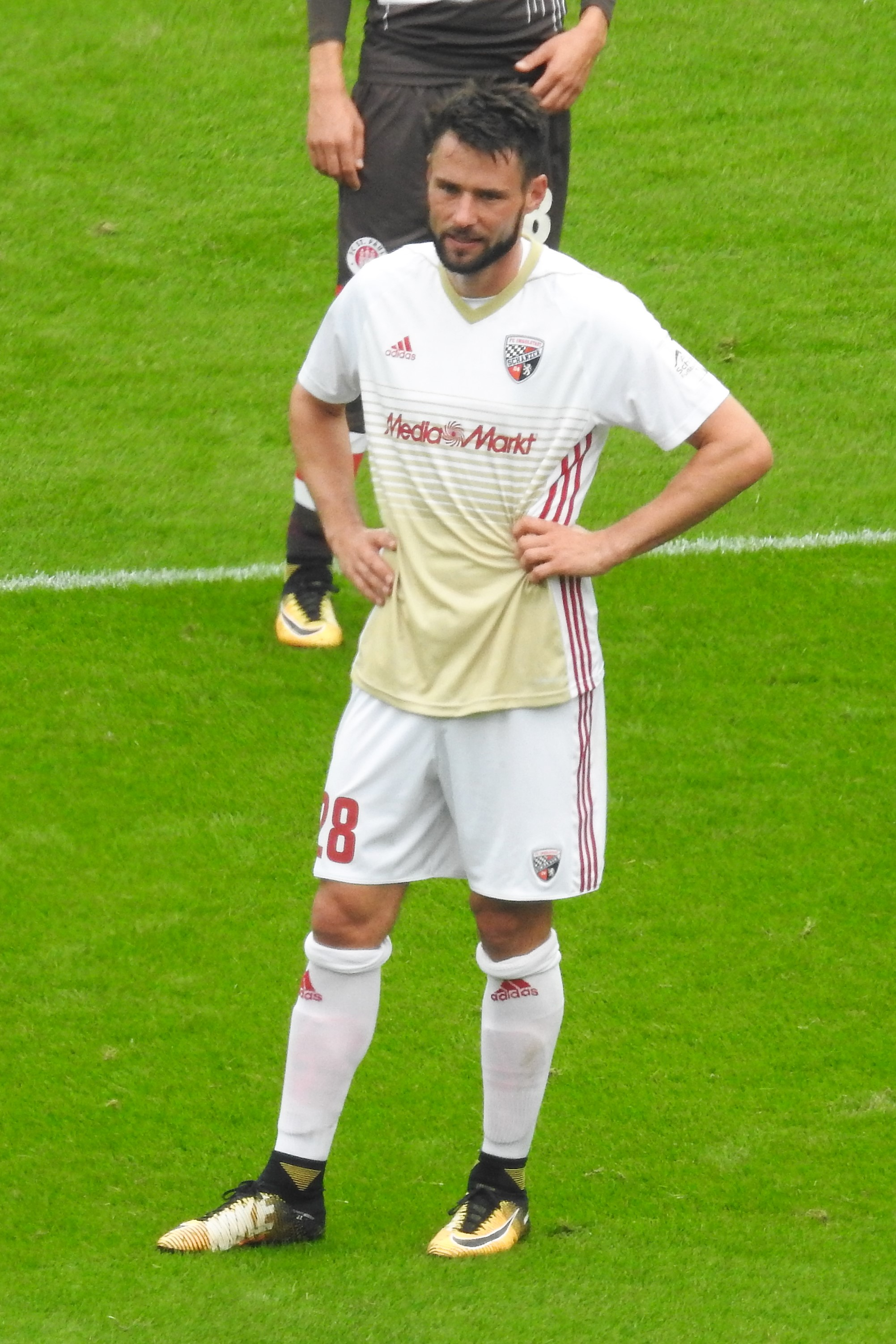
Треш, Кристиан

Кристиан Треш (нем. Christian Träsch; род. 1 сентября 1987, Ингольштадт, Бавария) — немецкий футболист, защитник клуба «Ингольштадт 04».

## Карьера
Дебютировал в Бундеслиге 3 февраля 2008 года в матче с «Шальке 04». Первый гол забил 5 октября 2008 года в матче против «Вердера». 21 января 2009 года продлил свой контракт со «Штутгартом» до лета 2012 года. 25 июля 2011 года подписал четырехлетний контракт с «Вольфсбургом», сумма трансфера составила 9 миллионов евро..

## Карьера в сборной
Дебютировал в сборной 2 июня 2009 года в матче против сборной ОАЭ.

## Достижения
«Вольфсбург»
- Обладатель Кубка Германии: 2014/15
- Обладатель Суперкубка Германии: 2015